# Umweltgesetzbuch
Das Umweltgesetzbuch (UGB) war ein deutsches Gesetzesvorhaben auf Bundesebene, mit dem das deutsche Umweltrecht bundeseinheitlich kodifiziert werden sollte. Nach den so genannten „Professorenentwürfen“ aus den 1990er Jahren, dem Kommissionsentwurf folgten schließlich Referentenentwürfe des Bundesumweltministeriums (BMU). Ende Januar 2009 erklärte der deutsche Umweltminister Sigmar Gabriel das Umweltgesetzbuch für gescheitert.

## Entstehungsgeschichte
Durch die Vielzahl der einzelgesetzlichen Regelungen im Umweltrechts entstand der Wunsch nach einer Vereinheitlichung und Harmonisierung ähnlich dem Sozialgesetzbuch. Erste Vorarbeiten zur Harmonisierung des Umweltrechts gab es bereits Ende der 1970er Jahre.

### Professorenentwürfe
Im Auftrag des Bundesumweltministeriums und des Umweltbundesamtes wurden zwei Professorenentwürfe für die beiden Teile eines Umweltgesetzbuchs vorgelegt. Der erste Entwurf wurde 1990 fertiggestellt. Er ist als „Allgemeiner Teil“ des Umweltgesetzbuchs verfasst und beinhaltet übergreifend für die unterschiedlichen Umweltrechtsbereiche unter anderem Ziele, Prinzipien und Instrumente des Umweltschutzes. Der zweite Entwurf entstand 1994 und bildet den „Besonderen Teil“ des Umweltgesetzbuchs. Die darin enthaltenen Regelungen beziehen sich auf die einzelnen Umweltmedien und bestimmte Bereiche des Umweltschutzes. Der Entwurf umfasst die Kapitel Naturschutz- und Landschaftspflege, Gewässerschutz und Wasserwirtschaft, Bodenschutz, Immissionsschutz, Kernenergie und Strahlenschutz, gefährliche Stoffe sowie Abfallwirtschaft und Abfallentsorgung. Nicht geregelt wurden im Besonderen Teil aufgrund der Vorgaben der Auftraggeber andere umweltrelevante Rechtsbereiche wie die Gentechnik oder ein einheitliches Recht für Verkehrsanlagen. Beide Entwürfe bestehen zusammen aus 598 Paragrafen.

### Entwurf der unabhängigen Sachverständigenkommission
1992 setzte der damalige Bundesumweltminister Klaus Töpfer eine unabhängige Sachverständigenkommission ein, die beauftragt wurde, bis Ende 1997 aufbauend auf dem Professorenentwurf einen Entwurf für ein einheitliches Umweltgesetzbuch vorzulegen. Den Vorsitz hatte der ehemalige Präsident des Bundesverwaltungsgerichts Horst Sendler. Gegenüber dem Professorenentwurf kamen die Kapitel „Verkehrsanlagen und Leitungsanlagen“ sowie „Gentechnik und sonstige Biotechnik“ hinzu. Zudem wurde der Titel „Immissionsschutz“ um den Bereich Energieversorgung erweitert. Die Kommission verfasste insgesamt 775 Vorschriften sowie eine detaillierte Begründung des Entwurfs.

### Referentenentwurf
Anfang 1999 wurde im Bundesumweltministerium auf der Grundlage des Kommissionsentwurfs ein Referentenentwurf für ein „Erstes Buch zum UGB“ erstellt. Dieses sollte vor allem das Zulassungs- und Überwachungsrecht für Industrieanlagen regeln. 

## Scheitern des Gesetzgebungsverfahrens
Vor der am 1. September 2006 in Kraft getretenen Föderalismusreform I hatte der Bund für Naturschutz und Wasser bloß eine Rahmengesetzgebungskompetenz. Wegen kompetenzrechtlicher Unsicherheit verfolgte das Kabinett Schröder I das Gesetzgebungsvorhaben nicht weiter.
Mit der Föderalismusreform I wurden Naturschutz und Wasser Teil der konkurrierenden Gesetzgebung. Seitdem kann der Bund Vollregelungen für diese Bereiche zu treffen. Im Koalitionsvertrag von 2005 vereinbarten SPD, CDU und CSU, das Umweltrecht in einem einheitlichen Umweltgesetzbuch zusammenzuführen. Im Juni 2008 fanden Anhörungen der Bundesländer und der Verbände zum Referentenentwurf des Bundesumweltministeriums statt.
Am 1. Februar 2009 gab Bundesumweltminister Gabriel das endgültige Scheitern des Umweltgesetzbuches bekannt. Als Grund nannte er den Widerstand der Bayerischen Landesregierung bzw. der CSU.

## Gesetzesvorhaben nach dem Scheitern
Die zunächst für das Umweltgesetzbuch vorgesehenen Regelungen wurden in folgende Gesetze aufgenommen:
- Gesetz zur Bereinigung des Bundesrechts im Geschäftsbereich des BMU (Rechtsbereinigungsgesetz Umwelt – RGU)
- Gesetz zur Neuregelung des Rechts des Naturschutzes und der Landschaftspflege (BNatSchG)
- Gesetz zur Ordnung des Wasserhaushalts, Wasserhaushaltsgesetz (WHG) 31. Juli 2009
- Gesetz zum Schutz vor nichtionisierender Strahlung (NiSG), 29. Juli 2009

Damit gelten in Deutschland auf diesen Themenfeldern bundeseinheitliche Rechtsgrundlagen, soweit die Länder nicht von ihrem Abweichungsrecht Gebrauch gemacht haben.